# Картгаус Тауншип (округ Клірфілд, Пенсільванія)
Картгаус Тауншип (англ. Karthaus Township) — селище (англ. township) в США, в окрузі Клірфілд штату Пенсільванія. Населення — 824 особи (2020).

## Демографія
Згідно з переписом 2010 року, у селищі мешкало 811 осіб у 201 домогосподарстві у складі 127 родин. Було 367 помешкань
Расовий склад населення:
| - 74,1 % — білих - 18,2 % — чорних або афроамериканців - 0,1 % — азіатів - 7,2 % — осіб інших рас |

До двох чи більше рас належало 0,4 %. Частка іспаномовних становила 7,3 % від усіх жителів.
За віковим діапазоном населення розподілялося таким чином: 9,4 % — особи молодші 18 років, 78,5 % — особи у віці 18—64 років, 12,1 % — особи у віці 65 років та старші. Медіана віку мешканця становила 32,9 року. На 100 осіб жіночої статі у селищі припадало 186,6 чоловіків;  на 100 жінок у віці від 18 років та старших — 194,0 чоловіків також старших 18 років.
Середній дохід на одне домашнє господарство  становив 52 479 доларів США (медіана — 42 188), а середній дохід на одну сім'ю — 66 619 доларів (медіана — 59 375). За межею бідності перебувало 11,3 % осіб, у тому числі 33,3 % дітей у віці до 18 років та 2,0 % осіб у віці 65 років та старших.
Цивільне працевлаштоване населення становило 206 осіб. Основні галузі зайнятості: освіта, охорона здоров'я та соціальна допомога — 18,0 %, будівництво — 14,1 %, транспорт — 11,7 %, виробництво — 11,2 %.